# 팔도 기생
"팔도 기생"은 1968년 공개된 대한민국의 영화이다.

## 배역
- 김진규
- 김지미
- 윤정희
- 문희
- 남정임
- 태현실
- 전양자
- 최인숙
- 유하나
- 박암
- 서영춘